# Comarostaphylis sharpii
Comarostaphylis sharpii är en ljungväxtart som beskrevs av L.J. Dorr och G.M. Diggs. Comarostaphylis sharpii ingår i släktet Comarostaphylis, och familjen ljungväxter. Inga underarter finns listade i Catalogue of Life.